# X-Games 2018
Die X Games Minneapolis 2018 waren eine Extremsportveranstaltung, welche vom 19. bis 22. Juli 2018 im U.S. Bank Stadium in Minneapolis stattfand. Sie wurden von ESPN, einem amerikanischen Sportsender übertragen.

## Ergebnisse

### Skateboard
| Veranstaltung                          | Gold           | Gold  | Silber         | Silber | Bronze          | Bronze |
| -------------------------------------- | -------------- | ----- | -------------- | ------ | --------------- | ------ |
| Pacífico Skateboard Vert               | Jimmy Wilkins  | 89.00 | Moto Shibata   | 87.33  | Mitchie Brusco  | 87.00  |
| Monster Energy Men’s Skateboard Street | Nyjah Huston   | 93.00 | Jagger Eaton   | 90.33  | Kelvin Hoefler  | 89.66  |
| Toyota Men’s Skateboard Park           | Alex Sorgente  | 89.00 | Tristan Rennie | 87.66  | Tom Schaar      | 85.33  |
| The Real Cost Skateboard Big Air       | Mitchie Brusco | 92.00 | Clay Kreiner   | 91.00  | Trey Wood       | 90.00  |
| SoFi Women’s Skateboard Street         | Mariah Duran   | 87.66 | Aori Nishimura | 86.00  | Alexis Sablone  | 84.00  |
| Women’s Skateboard Park                | Brigton Zeuner | 90.33 | Sabre Norris   | 85.33  | Sakura Yosozumi | 82.33  |

### BMX
| Veranstaltung                    | Gold           | Gold  | Silber           | Silber | Bronze                  | Bronze |
| -------------------------------- | -------------- | ----- | ---------------- | ------ | ----------------------- | ------ |
| Pacífico BMX Vert                | Vince Byron    | 91.00 | Jamie Bestwick   | 88.00  | Zach Newman             | 84.00  |
| BMX Street                       | Chad Kerley    | 92.33 | Garrett Reynolds | 91.33  | Devon Smillie           | 88.66  |
| The Real Cost BMX Big Air        | James Foster   | 89.33 | Morgan Wade      | 87.66  | Vince Byron             | 85.66  |
| Toyota BMX Park                  | Logan Martin   |       | Dennis Enarson   |        | Kyle Baldock            |        |
| Fruit of the Loom BMX Dirt       | Brandon Loupos | 95.00 | Logan Martin     | 94.00  | Brian Fox (Radsportler) | 92.33  |
| Dave Mirra's BMX Park Best Trick | Alex Hiam      | 90.66 | Logan Martin     | 87.66  | Alex Nikulin            | 87.33  |

### Moto X
| Veranstaltung                             | Gold            | Gold   | Silber         | Silber | Bronze         | Bronze |
| ----------------------------------------- | --------------- | ------ | -------------- | ------ | -------------- | ------ |
| X Games Harley-Davidson Flat-Track Racing | Jared Mees      |        | Briar Bauman   |        | Jake Johnson   |        |
| Harley-Davidson Hooligan Racing           | Daniel Mischler |        | Jimmy Hill     |        | Benny Carlson  |        |
| Moto X Freestyle                          | Tom Pages       | 92.33  | Jackson Strong | 90.00  | Rob Adelberg   | 88.66  |
| LifeProof Moto X Step Up                  | Jarryd McNeil   | 43‘    | Libor Podmo    | 41‘    | Colby Raha     | 41‘    |
| Moto X Best Whip                          | Jarryd McNeil   | 91.66  | Genki Watanabe | 91.33  | Axell Hodges   | 90.33  |
| Monster Energy Moto X Best Trick          | Jackson Strong  | 93.00  | Tom Pages      | 91.66  | Rob Adelberg   | 91.00  |
| Moto X Quarterpipe High Air               | Axell Hodges    | 34‘3‘‘ | Colby Raha     | 33‘2‘‘ | ´Tyler Bereman | 29‘9‘‘ |